# Stranger in My House
Stranger In My House è una singolo R&B della cantante canadese Tamia, scritto e prodotto da Anthony "Shep" Crawford e pubblicata come secondo estratto dall'album A Nu Day all'inizio del 2001. È il primo singolo della cantante ad essere entrato nella top10 USA, oltre ad essere rimasto per 2 settimane di seguito al numero 1 delle classifiche dance e ad essere arrivato al numero 3 in quelle R&B.

## Composizione e testo
Stranger In My House è una sensuale ballata piena di pathos e dramma creata dal produttore Anthony "Shep" Crawford (responsabile del successo di Nobody's Supposed To Be Here di Deborah Cox, altra hit famosa sia per la versione originale R&B che per i remix dance). Musicalmente la canzone fa grande uso di strumenti classici e non di elettronica, soprattutto chitarra e piano; le sonorità del pezzo richiamano al soul classico, restando però in una cornice contemporanea. 
Il testo della canzone è molto struggente e disperato: l'estraneo in casa propria del titolo infatti sarebbe il compagno della cantante, la quale non riesce più a riconoscere il proprio partner che inizia a comportarsi come un perfetto sconosciuto, in una relazione che sta andando alla deriva. L'interprete inizia chiedendosi cosa sta succedendo, e chi è l'uomo che appare come quello nella foto sul comodino, che guida la macchina del suo fidanzato e indossa i suoi stessi abiti e le sue stesse scarpe. Nel ritornello parla direttamente al proprio uomo, dicendogli che non può essere chi dice di essere e che deve per forza essere qualcun altro, perché il suo compagno non la toccherebbe in questo modo né la tratterebbe così, ma l'adorerebbe e non la trascurerebbe. Prosegue chiedendosi se in realtà è lei l'estranea, se è lei che è cambiata drasticamente, ma si convince di abitare con uno sconosciuto.

## Video
Il video della canzone è stato diretto da Paul Hunter ed è uno dei più sexy e raffinati che siano mai stati prodotti: mostra una Tamia molto più sensuale rispetto al passato, con una perfetta abbronzatura ambrata, uno slip color carne e una maglietta succinta e sdrucita dello stesso colore; l'intero video è ambientato in una casa con stile orientale e con un grande spazio sauna, con la cantante immersa in una piscina interna tra pareti di legno. La regia; come in molti altri video di Paul Hunter, si concentra su molti dettagli, tra cui un orologio e un rasoio probabilmente appartenenti all'uomo a cui viene cantato il brano. La cantante appare poi nella cabina della sauna e su un letto di sabbia nera. Nell'ultimo ritornello Tamia appare di spalle sulla veranda che porta al giardino giapponese della casa, e lascia cadere il suo kimono mostrando un tatuaggio sulla schiena. Il regista mostra anche oggetti che fanno riferimento alla coppia del brano, come un letto a due piazze e due pietre in una ciotola du un piccolo altare in giardino.

## Ricezione
Dopo il flop del primo singolo tratto dal secondo album della cantante, la casa discografica decide di pubblicare questa ballata R&B, più vicina allo stile per cui Tamia si è imposta sul mercato. Il singolo arriva ben presto fino alla posizione numero 3 nelle classifiche R&B e sorprendentemente fino al numero 10 nella Hot 100, diventando così la sua prima hit in top10. Grazie ai remix dance, il singolo è arrivato al numero 1 nelle classifiche dance e in quelle dei maxi-cd singoli. Il successo del pezzo ha incrementato notevolmente le vendite di A Nu Day, arrivate oltre le 700 000 copie e ha permesso all'artista di cantare live non solo a The Tonight Show ma anche ai Soul Train Awards. Il singolo è stato classificato alla posizione numero 14 nella classifica di fine anno di Billboard dei brani R&B/hip hop di maggior successo.

## Classifiche
| Classifica (2001)                                 | Posizione |
| ------------------------------------------------- | --------- |
| U.S. Billboard Hot 100                            | 10        |
| U.S. Billboard Hot 100 Airplay                    | 29        |
| U.S. Billboard Hot Singles Sales                  | 4         |
| U.S. Billboard Hot R&B/Hip-Hop Singles & Tracks   | 3         |
| U.S. Billboard Hot R&B/Hip-Hop Airplay            | 7         |
| U.S. Billboard Hot R&B/Hip-Hop Singles Sales      | 3         |
| U.S. Billboard Hot Dance Music/Club Play          | 1         |
| U.S. Billboard Hot Dance Music/Maxi-Singles Sales | 1         |
| U.S. Billboard Rhythmic Top 40                    | 22        |
| U.S. Billboard Top 40 Tracks                      | 33        |

## Remix
Molti sono i remix ufficiali del brano, ma quello che ha fatto guadagnare una numero 1 nelle classifiche dance alla cantante è il Thunderpuss Club Mix, che rispetto ai remix tipici delle loro produzioni, in questo caso hanno creato un beat trance tipico dei club newyorkesi. Anche il remix di Maurice (che ha prodotto i remix dance delle Destiny's Child) si discosta dalla sua classica produzione disco/retro, per avvicinarsi al ritmo di quello di Thunderpuss. Nel Maxi-cd è presente anche un remix hip hop, che riunisce la cantante con Jermaine Dupri, produttore del suo primo singolo Imagination.

## Tracce
1. Album Version
2. So So Def Remix
3. Maurice's Club Radio Mix
4. HQ2 Radio Mix
5. Thunderpuss Radio Mix
6. Maurice's Club Anthem
7. HQ2 Club Mix
8. Thunderpuss Club Mix
9. HQ2 Club Mix Acapella